# National Museum of Wildlife Art
 Le National Museum of Wildlife Art (NMWA), littéralement « Musée National de l'art de la faune», est un musée situé à Jackson Hole, Wyoming, États-Unis qui conserve et expose des œuvres d'art concernant la faune. Le bâtiment de 51 000 pieds, soit environ 15 500 m, avec une façade en quartzite de l'Idaho, a été inspiré par les ruines du château de Slains dans l'Aberdeenshire, en Écosse. Situé sur une falaise appelée East Gros Ventre Butte, au milieu d'un véritable habitat sauvage, l'institution surplombe le National Elk Refuge et est située à 2,5 miles au nord de la ville de Jackson. Le cœur des collections reflète le réalisme traditionnel et contemporain. La pièce maîtresse du musée est une collection d'œuvres de Carl Rungius (1869-1959) et Bob Kuhn (1920-2007). En plus de 14 galeries, le musée possède un parcours de sculpture, une boutique, un restaurant, une galerie de découverte pour les enfants et une bibliothèque. Plus de 80 000 personnes le visitent chaque année dont plus de 10 000 enfants, souvent dans le cadre de leurs programmes scolaires. Le Musée est un organisme sans but lucratif, dont la mission est de collecter, d'afficher, d'exposer et de préserver l'art animalier nord-américain, ainsi que des œuvres provenant du monde entier, tout en enrichissant la connaissance de la nature par l'homme. Il est considéré comme le "Musée national de l'art animalier des États-Unis". 

## Histoire
Le musée a été fondé en 1987 par William et Joffa Kerr et un groupe d'amis. Il était initialement situé sur la Jackson Town Square et a d'abord été appelé la faune de l'American West Museum . Les Kerr ont fait don de l'essentiel des collections du musée en provenance de leur propre collection.  En 1994, la NMWA a ouvert ses nouvelles installations. En septembre 2007, le musée a inauguré une nouvelle sculpture monumentale de cinq wapitis appelée Wapiti Trail du sculpteur américain Bart Walter. 

## Les collections

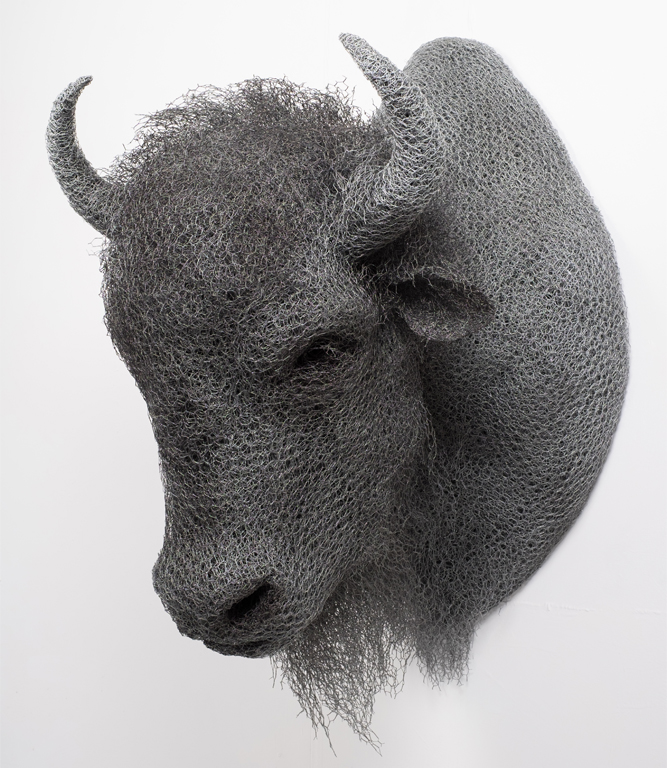
Sculpture de tête de bison de la collection du Museum of Wildlife Art.

En 2012, plus de 5 000 œuvres répertoriées de 550 artistes étaient présentes dans la collection permanente du musée. En plus de celles de Rungius et Kuhn, les collections comprennent des œuvres d'Albert Bierstadt, George Catlin, Karl Bodmer, Charles Marion Russell, Frederic Remington, John James Audubon, NC Wyeth, Friedrich Wilhelm Kuhnert, Bruno Liljefors, Robert Bateman, Simon Gudgeon, Tucker Smith et Mark Catesby. Y figurent aussi des œuvres représentant la faune d'Auguste Rodin, Picasso, Rembrandt, Archibald Thorburn, Johann Elias Ridinger, Daniel Huntington, Rosa Bonheur, Georgia O'Keeffe, Walton Ford, Andy Warhol et Kendra Haste . 

## Le Sentier des sculptures

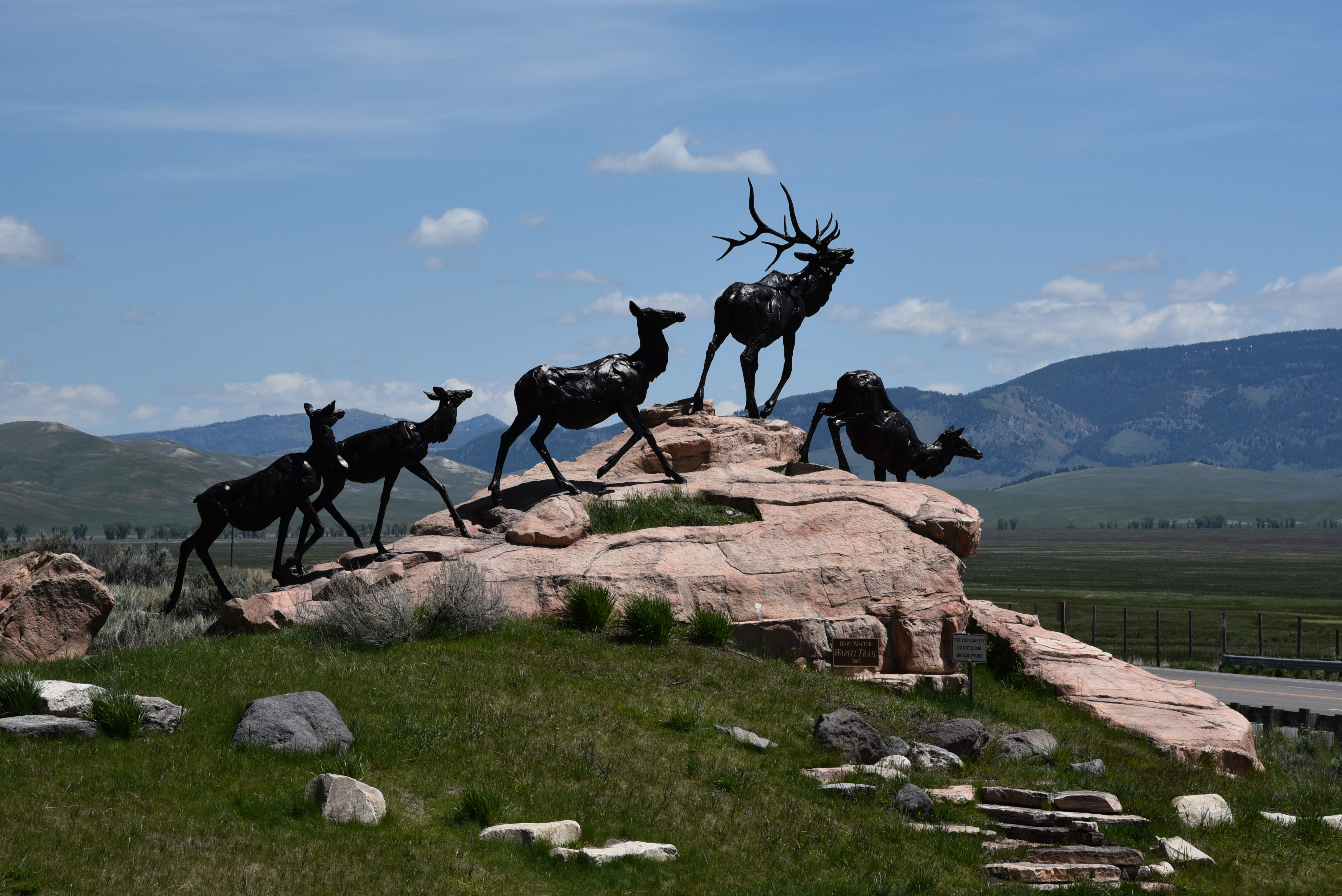
Sculpture en bronze du Wapiti Trail par Bart Walter

Le parcours de sculpture du musée, conçu par l'architecte paysagiste Walter J. Hood, a ouvert ses portes à l'automne 2011. Le sentier long de trois quarts de mile s'étend au nord et au sud du musée. Une fois terminé, il accueillera 30 œuvres d'art permanentes et temporaires; vingt œuvres d'art sont déjà installées. Le sentier se ramifie en plusieurs sentiers avec des ponts et des escaliers donnant accès à différents points de vue . 
Gratuit et ouvert au public, le Sculpture Trail est à proximité de la principale piste cyclable menant à Jackson. Celle-ci rejoint le Sculpture Trail via un passage souterrain, donnant accès à la ville de Jackson et au parc national de Grand Teton . 

## Éducation

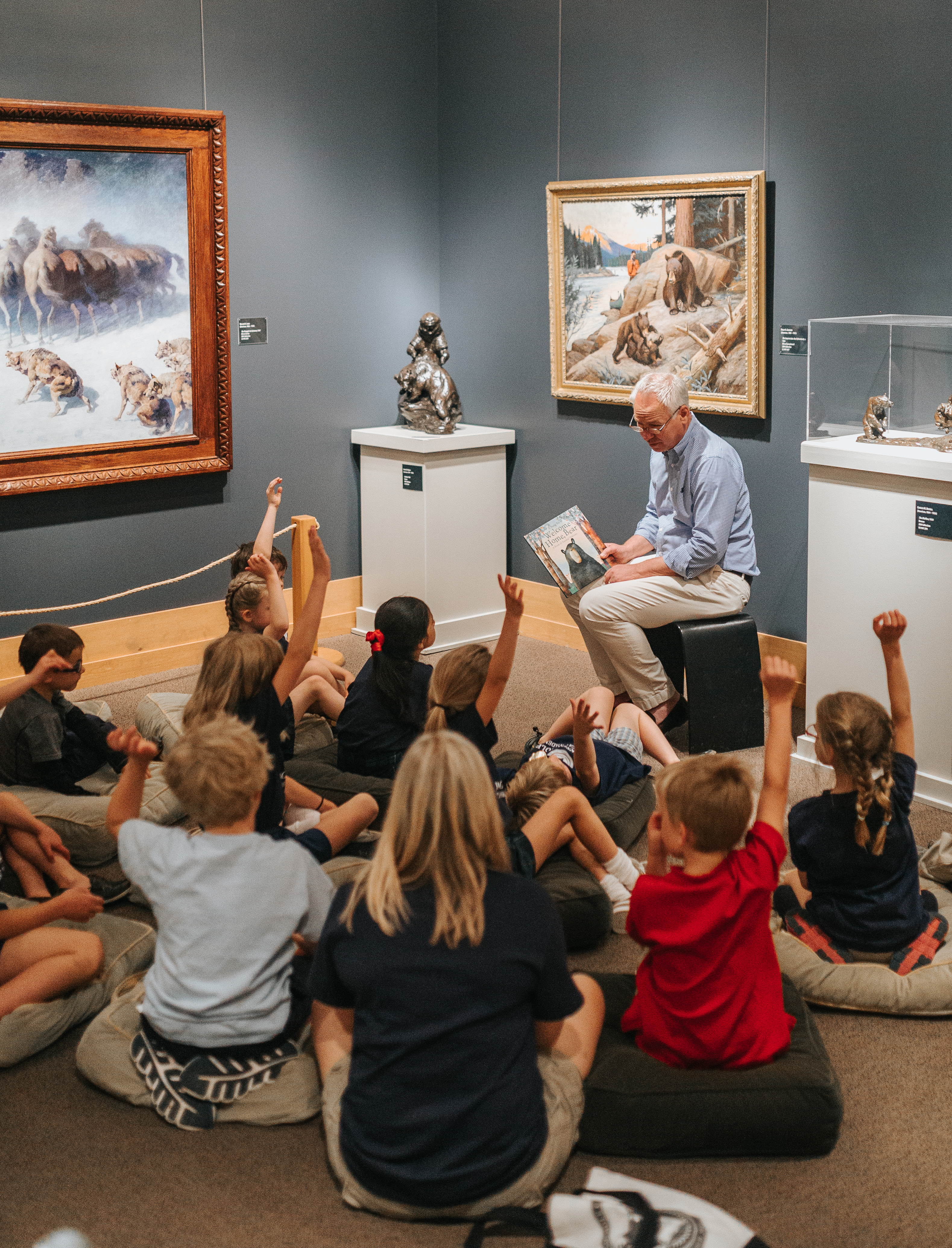
Fables, Feathers & Fur est un programme hebdomadaire de lecture et de création artistique pour les enfants de 3 à 6 ans.

Le musée propose plusieurs programmes éducatifs segmentés par public et type de stratégie d'apprentissage pour s'adapter à différents âges et types d'apprentissage, formels et informels. 
Le musée propose également un programme de stages internationaux de niveau universitaire. Le stage Lillian Thomason Gemar au département de l'éducation et des expositions, et le stage de conservation de la Fondation McGee au département de conservation, sont les deux principaux. Des stages sont offerts aux étudiants diplômés ayant les connaissances, l'expérience et les antécédents requis. Le musée propose également des stages non rémunérés.

## Bibliothèque et archives
La bibliothèque est une bibliothèque de recherche. Son fonds principal concerne l'art animalier et ses artistes. Les autres fonds se rapportent à l'histoire générale de l'art, la conservation de l'art, l'histoire naturelle, la biologie de la faune, la cinématographie de la faune, la conservation et la photographie. La collection contient une grande variété de documents, notamment des livres, des revues, des dossiers biographiques d'artistes, des enregistrements vidéo et DVD et des publications du Musée. La bibliothèque et les archives sont ouvertes sur rendez-vous pour la consultation et la recherche. 

## Boutique du musée
La boutique du musée propose des vêtements et des accessoires sur le thème de la faune, y compris des livres, des cadeaux pour enfants, des articles d'ameublement, de la haute joaillerie, de la papeterie, des affiches et des imprimés, ainsi que des objets spécifiques aux expositions temporaires . 

## Honneurs et récompenses
En 1994, le National Museum of Wildlife Art a reçu le Wyoming Humanities Award pour ses efforts exemplaires dans la promotion des sciences humaines au Wyoming. Le 8 mai 2008, le président George W. Bush a signé le projet de loi du Sénat 2739, projet de loi sur les terres publiques qui contenait une disposition reconnaissant la NMWA comme le "Musée national de l'art animalier des États-Unis". 

## Médaille Rungius

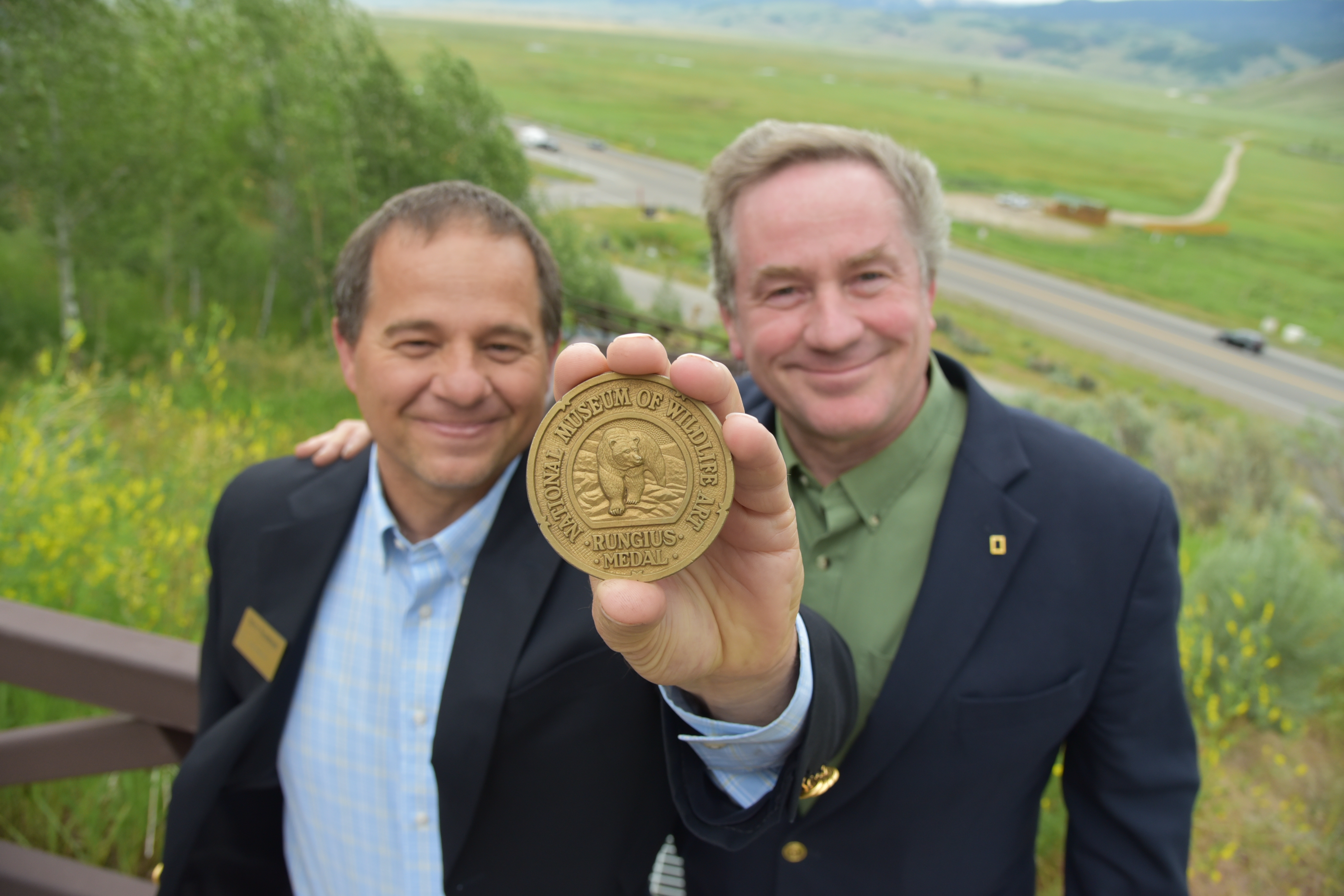
Le directeur de la NMWA, Steve Seamons, et le photographe du National Geographic, Joel Sartore, posent avec la médaille Rungius en juin 2017.

La médaille Rungius, nommée en l'honneur de l'artiste de renom Carl Rungius, est attribuée par le Musée national d'art animalier à des personnes qui ont apporté leur contribution à l'interprétation artistique et à la préservation de la faune et de son habitat. Par cette médaille Rungius, le musée reconnaît des individus et des organisations ayant eu des actions exceptionnelles dans des domaines allant des beaux-arts aux sciences naturelles. La médaille Rungius est la plus haute distinction du musée. 
Lauréats de la médaille Rungius: Joel Sartore, 2017; John F. Turner, 2010; Bill et Joffa Kerr, 2007; Clifford P. Hansen, 2006; EO Wilson, 2005; Kenneth Bunn, 2004; Dr J. Michael Fay, 2003; Dr David Love, 2002; Bertram C. «Bert» Raynes, 2001; Jane Goodall, 2001; Robert Bateman, 2000; Kent Ullberg, 1996; Roger Tory Peterson, 1994; Wallace Stegner, 1993; Bob Kuhn, 1992; Robert L. Lewin, 1990; Mardy Murie, 1989; John Clymer, 1988.